# Schnellkochtopf

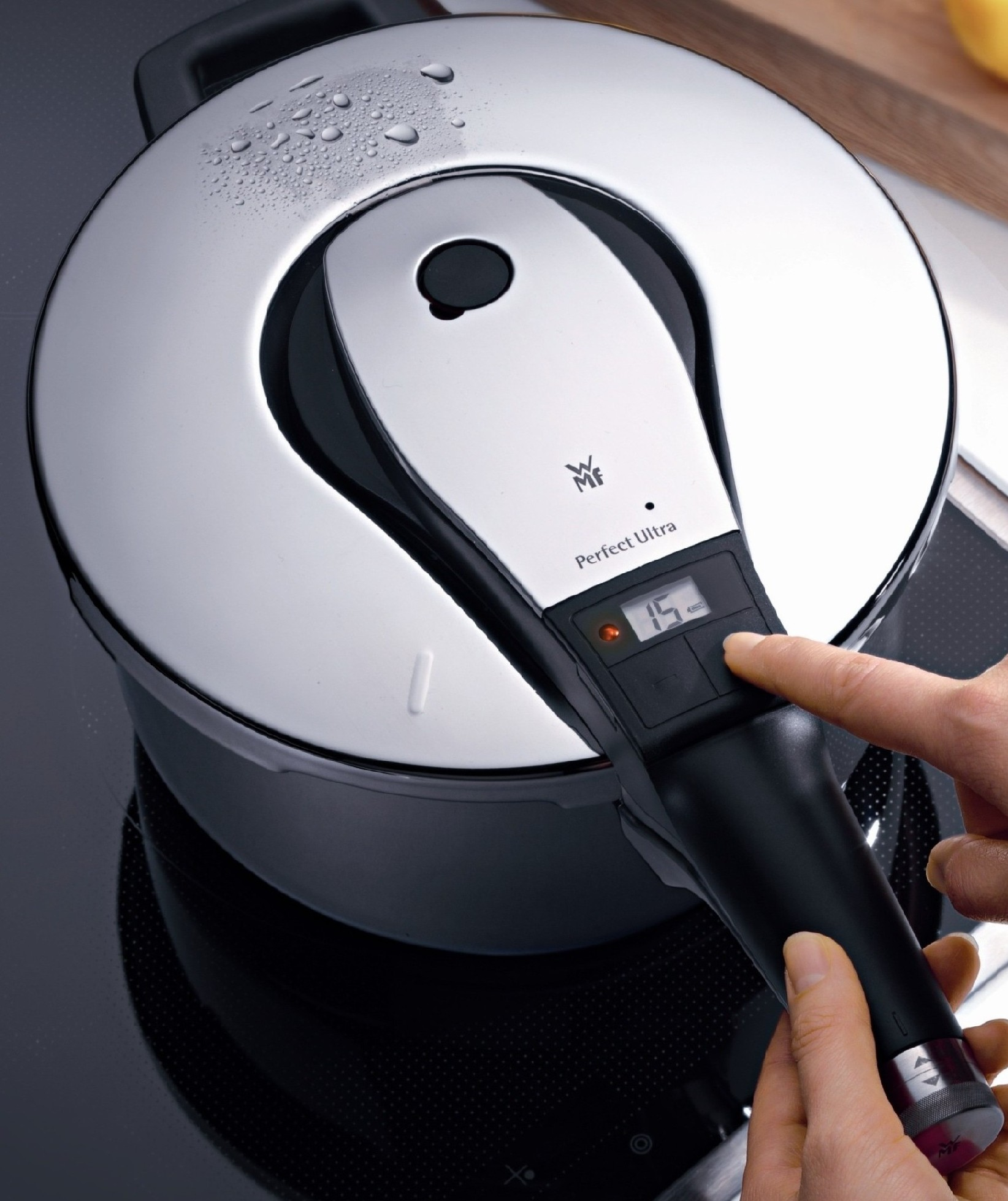
Moderner Schnellkochtopf

Der Schnellkochtopf, Druckkochtopf, Drucktopf, Dampfdrucktopf, Dampfkochtopf ist ein Kochtopf, in dem Lebensmittel bei höheren Temperaturen als der Normalsiedetemperatur (bei Wasser 100 °C bei Normaldruck) gegart werden können, wodurch sich die Kochzeit verkürzt. Die Erhöhung des Siedepunkts wird dadurch ermöglicht, dass sich im druckfest verschlossenen Topf ein erhöhter Druck aufbauen kann.
Einige Markennamen entwickelten sich zu einer bis heute üblichen Bezeichnung für den Schnellkochtopf, besonders Sicomatic in Deutschland, Kelomat in Österreich und Duromatic in der Schweiz.

## Geschichte

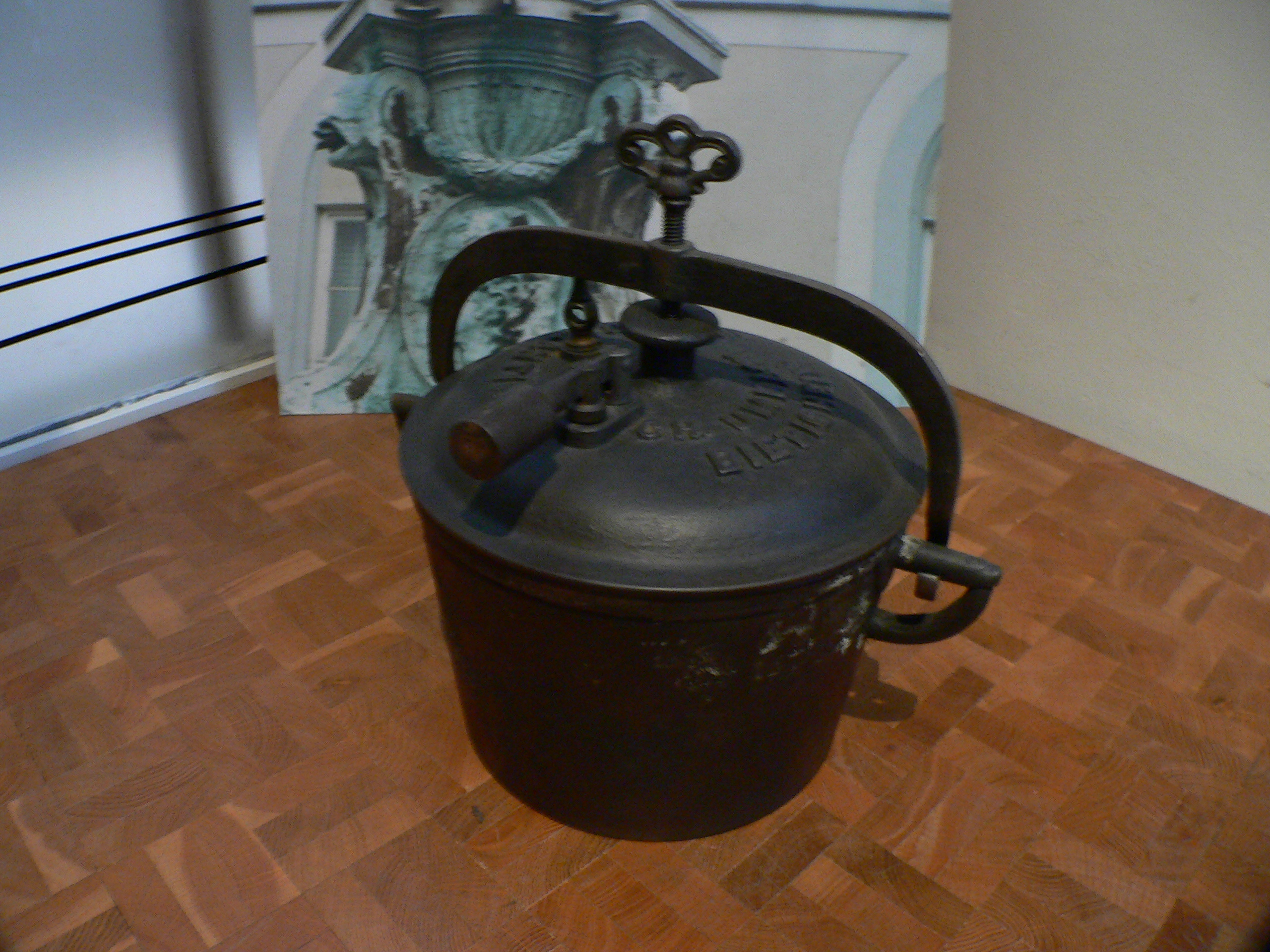
Papin’scher Topf für den Hausgebrauch (im Ottoneum, Kassel)

1679 erfand Denis Papin den Papin’schen Topf, mit dem durch Erzeugung unterschiedlicher Drücke die Siedetemperatur von Wasser beeinflusst werden konnte. Dieser wurde auch in naturwissenschaftlichen Laboratorien eingesetzt.

### Deutschland
Ein moderner Schnellkochtopf kam 1927 unter dem Markennamen Sicomatic (kurz Siko für „Sicherheits-Kochtopf“) der Riedlinger Firma Silit auf den Markt.

### Schweiz
In der Schweiz wurde der Schnellkochtopf der Marke Flexsil der Firma Sigg in Frauenfeld populär. Dessen Überdruckventil arbeitete mit einem Gewichtsstein, nicht mit einer Feder. Der flexible (und unter Vorspannung stehend gekrümmte) Deckel wurde ohne Gummidichtung in den nach innen überstehenden Rand des Topfes eingespannt, wobei der Deckelgriff als Hebel diente, und nicht wie heute üblich mit einem Bajonettverschluss geschlossen. Am 18. Mai 1946 reichte der Zürcher Max Keller beim Schweizerischen Institut für Geistiges Eigentum ein Patentgesuch für „Mit einer Signalvorrichtung und einem Überdruckventil versehener Einsatzkörper für Druckgefässe, insbesondere für Druckkocher“ ein. 1949 kam in der Schweiz Duromatic von Kuhn Rikon auf den Markt. In den 1950er-Jahren wurde in Österreich der Kelomat entwickelt.

## Aufbau und Funktion

### Aufbau
Der Schnellkochtopf ist ein dickwandiger Kochtopf, dessen Öffnung einen nach außen gebogenen Rand mit Aussparungen zur druckfesten Aufnahme des Deckels besitzt. Der Deckel hat eine Gummiringdichtung und üblicherweise sowohl ein Regelventil als auch ein Sicherheitsventil zur Begrenzung des Drucks. Moderne Schnellkochtöpfe haben fest in den Deckel integrierte Ventile, bei älteren waren sie eingeschraubt. Das Regelventil besitzt meistens einen druckabhängig aufsteigenden Stift mit Ringmarkierungen zur Druckanzeige. Das Ventil ist heutzutage mit der Deckelverriegelung gekoppelt, so dass der Topf zur Unfallvermeidung nur drucklos geöffnet werden kann.
Für die Drucktöpfe gibt es gelochte und ungelochte Einsätze zum Garen von Gerichten, die dadurch nicht mit dem noch flüssigen Kochwasser in Berührung kommen, sondern ausschließlich im Dampf gegart werden.

### Funktion
Beim Schnellkochtopf ist das eigentliche Kochgefäß in der Regel über einen Verschlussmechanismus (Bajonettverschluss) mit dem Deckel und einer Dichtung luft- und wasserdicht verschlossen. Durch den daraus folgenden Wasserdampfdruck ist es möglich, eine höhere Temperatur als normal zum Kochen zu erreichen und dadurch die Garzeiten zu verkürzen. Üblicherweise herrscht bei Betrieb im Topf etwa 1,8 bar Absolut-Druck, d. h. 0,8 bar Überdruck, wodurch die Siedetemperatur des Kochwassers auf etwa 117 °C erhöht wird.
Die RGT-Regel besagt als Faustregel, dass die Reaktionsgeschwindigkeit bei einer Temperaturerhöhung von 10 Grad auf das 2- bis 3-fache ansteigt (die Garung ist insgesamt ein Zusammenspiel verschiedener chemischer Reaktionen). Mit dem Schnellkochtopf können auch in Höhenlagen, in denen Wasser aufgrund des geringeren Luftdrucks bereits  bei einer Temperatur siedet, die für das Kochen eines Lebensmittels nicht reicht, solche Lebensmittel trotzdem gekocht werden.

Dampfdruckkurve von Wasserdampf

### Sicherheit
Ein Schnellkochtopf ist ein Druckgefäß, das einer Baumusterprüfung unterzogen werden muss, bevor es in den Handel gebracht werden darf, da er in den Geltungsbereich der Richtlinie 2014/68/EU über Druckgeräte fällt. Als zusätzliche Sicherheit gegen die bestehende Berstgefahr des Topfes (z. B. bei verklebtem Regelventil) hat ein Schnellkochtopf immer auch ein Sicherheitsventil, das eventuellen Überdruck sicher abbauen kann.
Eine Druckanzeige ist vom Prinzip her nicht zwingend notwendig, da aber die notwendige Druckregelung mit einfachsten Mitteln eine Anzeige ermöglicht, ist sie mit eingebaut. Meistens ist diese ein Stäbchen, das je nach Druck mehr oder weniger weit aus dem Deckel heraussteht. So ist die minimal notwendige Wärmezufuhr zum Druckerhalt leicht einzustellen.

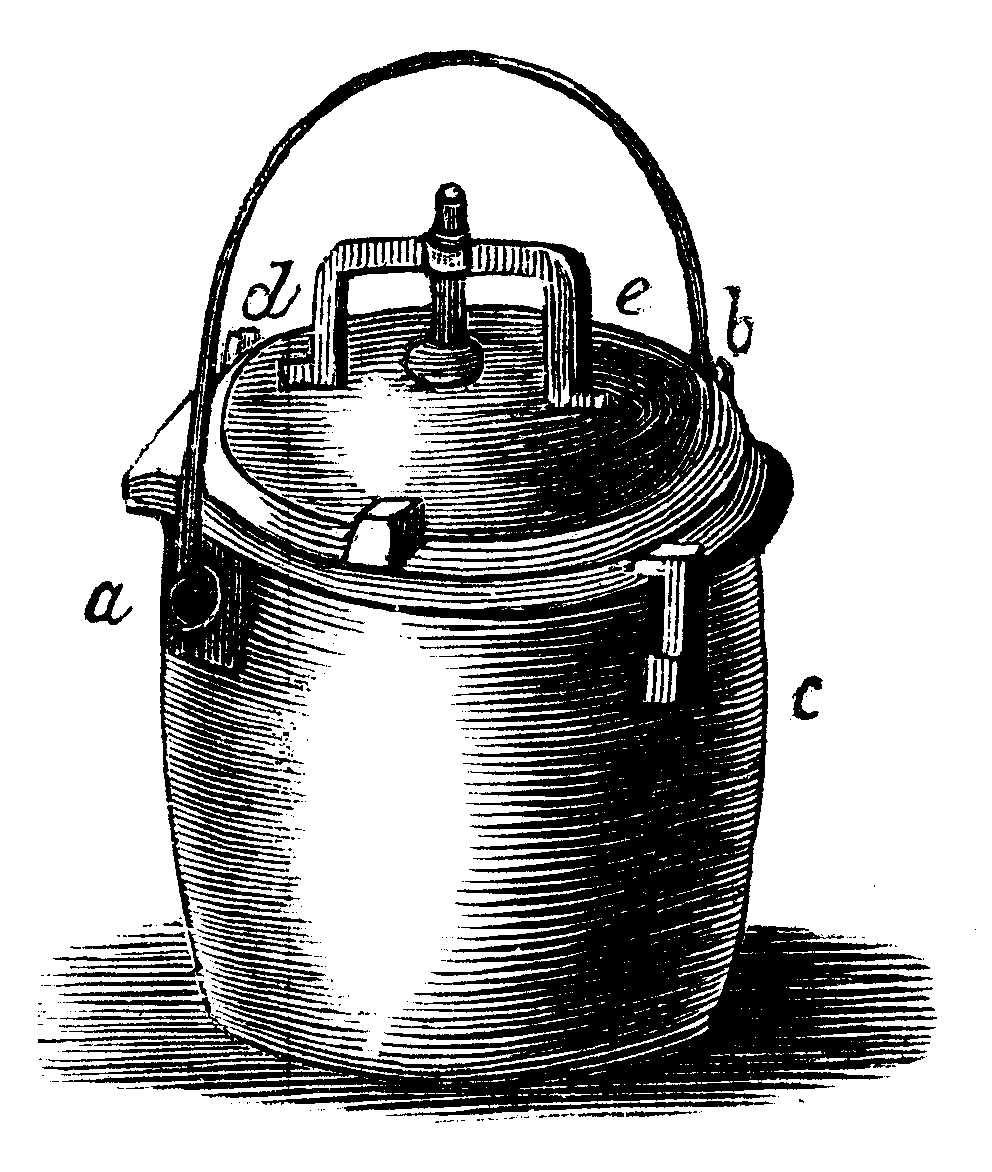
Dampfdruckkocher aus den 1860ern. Fabrikat Georg Gutbrod, Stuttgart
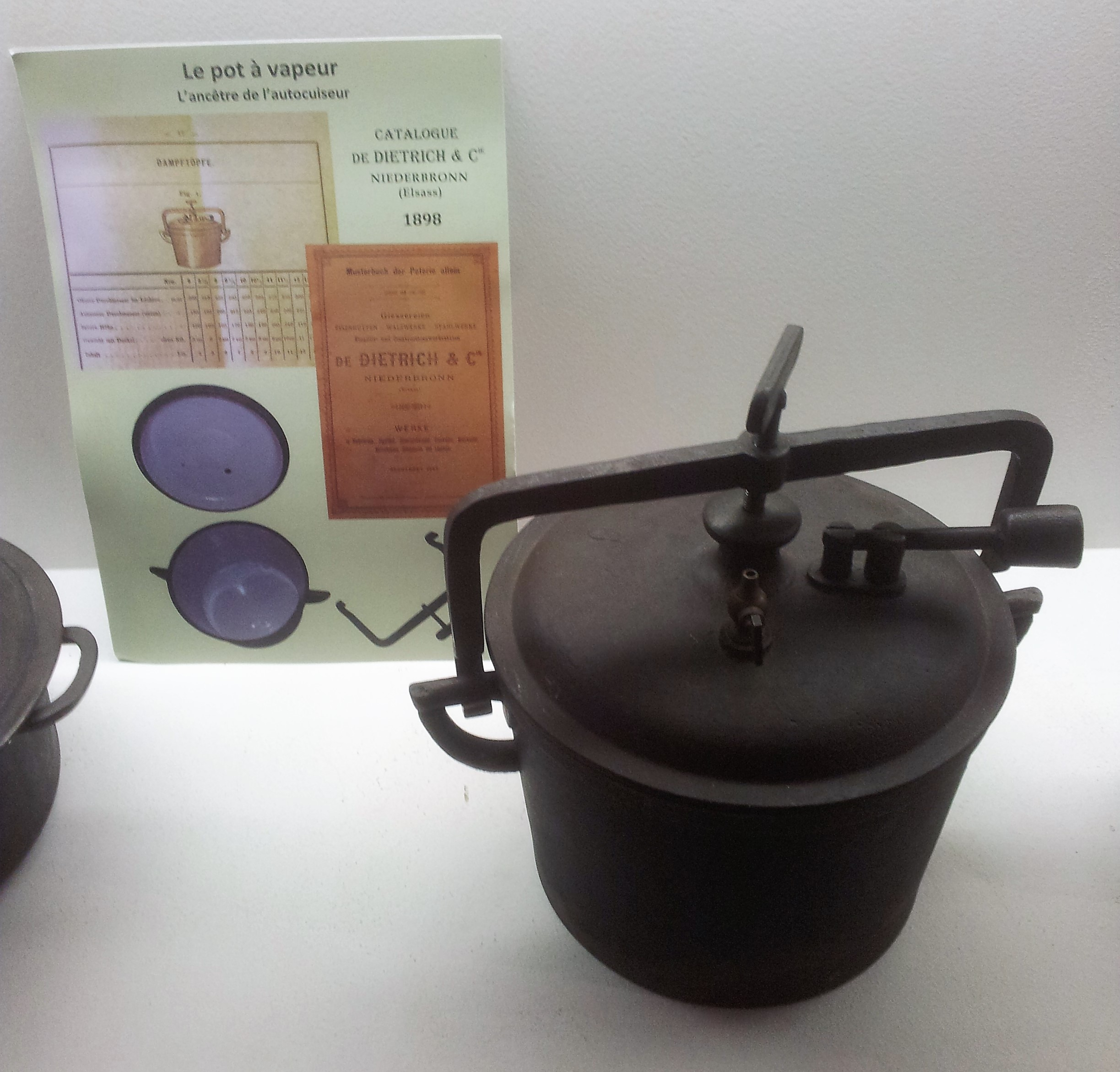
Pot à vapeur „Dampftopf“ der Firma De Dietrich, Elsass, 1898.
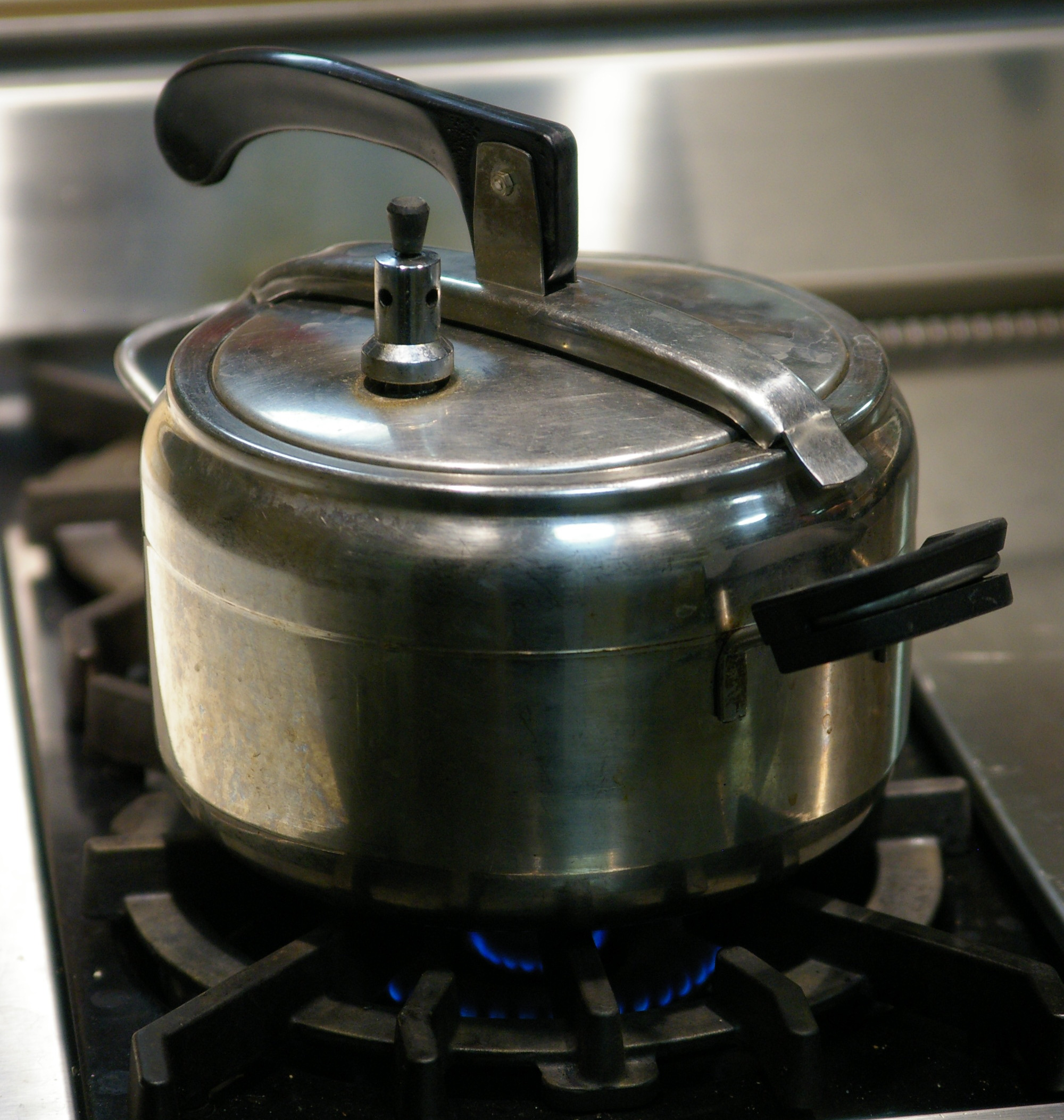
Schnellkochtopf
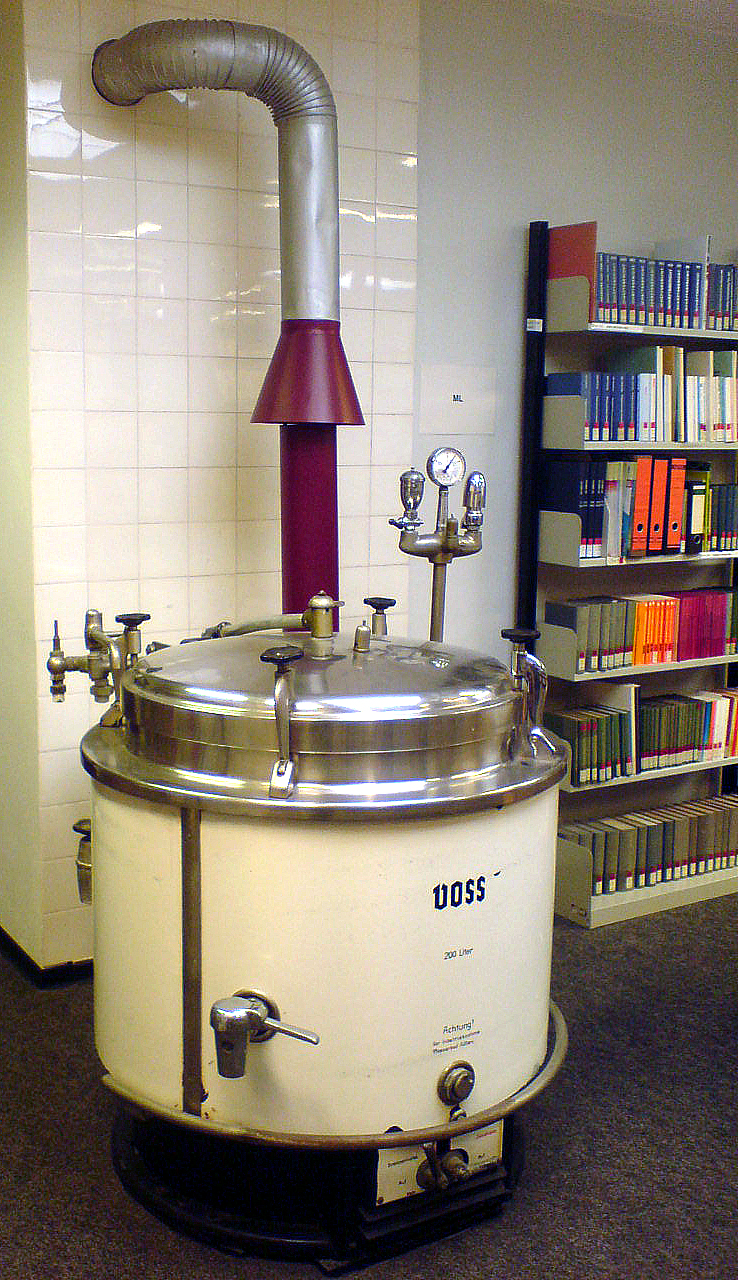
200-Liter-Mensa-Kessel Voss mit Ofenrohr, Theodor-Lessing-Haus, Hannover
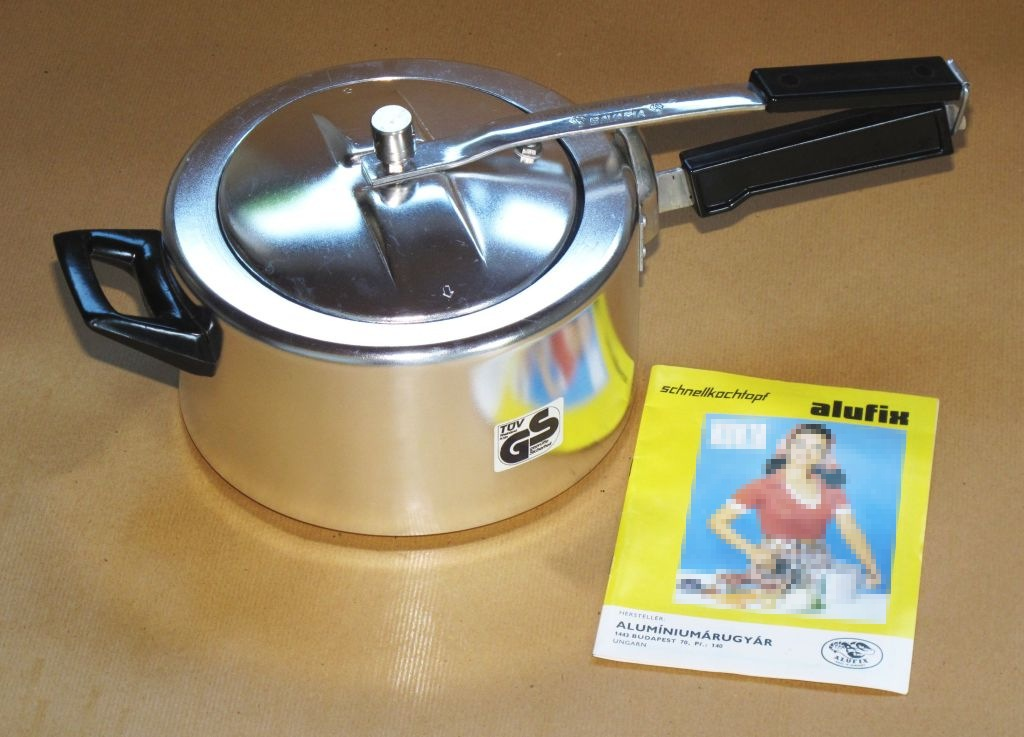
Schnellkochtopf 1960er

### Einzelteile eines modernen Schnellkochtopfs
Bild 2: Deckel von außen

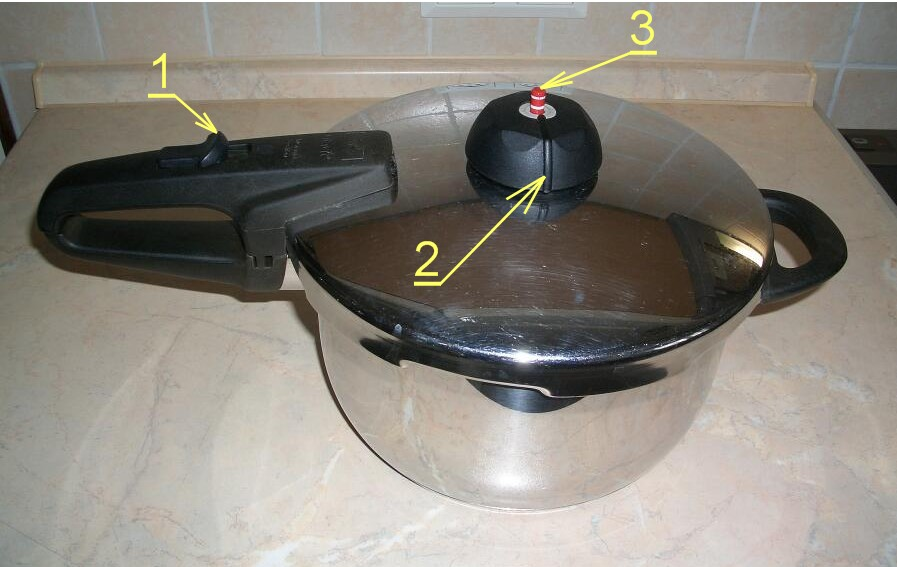
Bild 2: Schnellkochtopf, Ansicht von oben

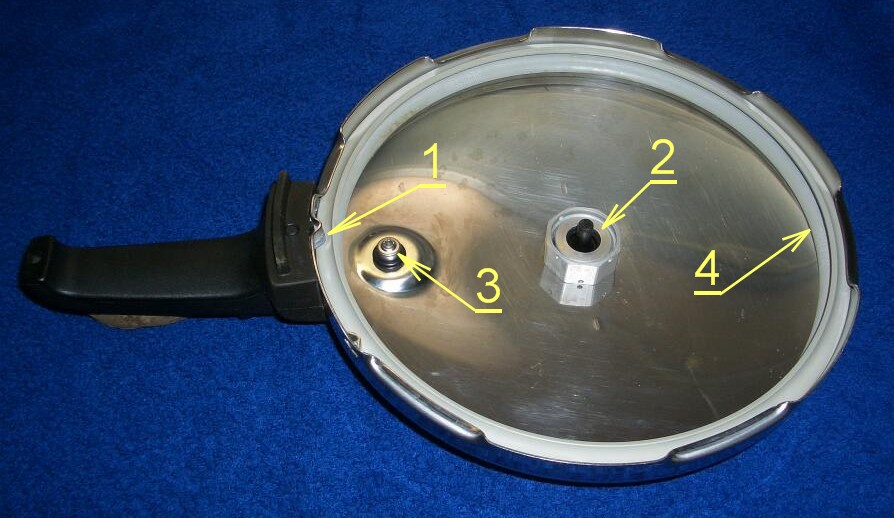
Bild 3: Deckel, Innenansicht

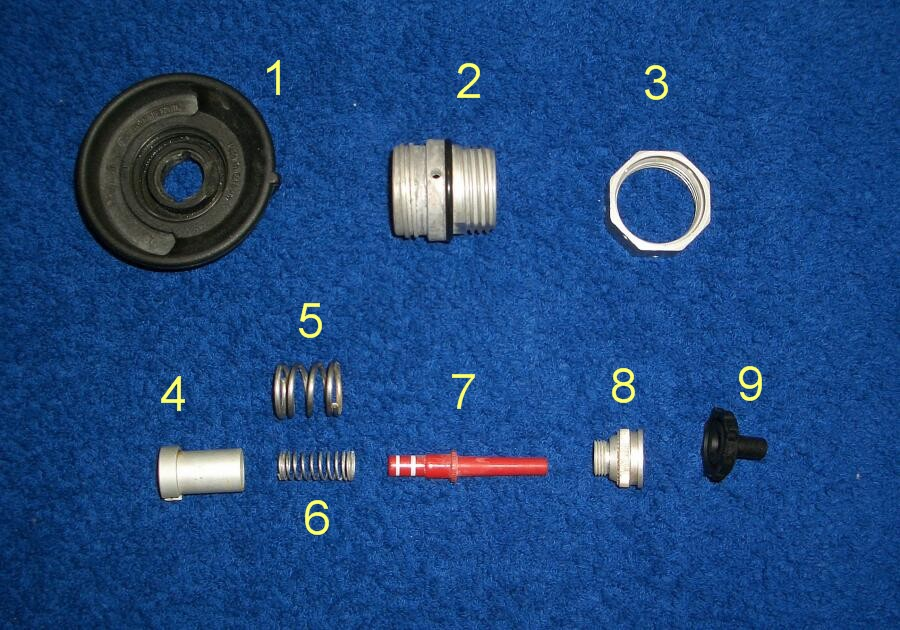
Bild 4: Einzelteile des Regelventils

Bild 5: Regelventil

1. Deckelgriff mit Schieber zur Entriegelung des Deckels und zur Herbeiführung der Druckentlastung. Das Sicherheits- und Entlastungsventil befindet sich bei dieser Konstruktion aus Sicherheitsgründen unterhalb des Griffüberhangs.
2. Äußere Kappe des Regelventils. Durch ihre Verdrehung kann der Gardruck (und damit die Gartemperatur) reguliert werden
3. Druckanzeige, steigt mit der Druckerhöhung auf

Bild 3: Deckel von innen
1. Einraster (Entriegelungsnase), wird durch den Schieber am Deckelgriff betätigt
2. Regelventil
3. Sicherheits- und Entlastungsventil, wird durch den Schieber geöffnet. In diesem Fall ein federbelastetes Kugelventil.
4. Dichtungsring. Die Aussparung im Deckel, die als weiteres Sicherheitsventil dient, wird im Bild vom Dichtungsring verdeckt.

Um den Deckel öffnen (drehen) zu können, muss zuerst mit dem Schieber am Deckelgriff der Einraster eingezogen (der Deckel entriegelt) werden. Dabei wird gleichzeitig das Sicherheitsventil, jetzt in seiner Funktion als Druckentlastungsventil, zwangsweise geöffnet.
Bild 4: Einzelteile des Regelventils
1. Kappe des Regelventils, wird mit dem zusammengebauten Ventil auf die Ventildurchführungsbuchse von außen geschraubt (die Feder 5 des Regelventils wird dadurch gespannt) und kann nach dem Zusammenbau am Ende des Gewindes um höchstens 180° verdreht werden, wodurch der Anpressdruck der Feder 5 verändert wird.
2. Ventildurchführungsbuchse mit dichtendem O-Ring und vier Bohrungen für den Dampfablass
3. Innere (Befestigungs-)Mutter der Ventildurchführung
4. Buchse des Regelventils und der Druckanzeige, wird in die äußere Kappe von oben eingeführt
5. Feder des Regelventils – reguliert den Innendruck
6. Feder der Druckanzeige
7. Messstab der Druckanzeige
8. Schraubverschluss der Druckanzeige, Dichtkegel des Regelventils
9. Gummikappe, wird über den Schraubverschluss 8 gestülpt, bewegt die Druckanzeige und dichtet gegen den Dichtungssitz innerhalb der Durchführungsbuchse Pos. 2 den Innendruck ab. Durch ihre Anhebung wird der Dampf abgeblasen und gelangt unterhalb der äußeren Kappe nach außen.

## Anwendung
Zusätzlich zum Kochgut (Braten, Pellkartoffeln, Früchte zum Entsaften usw.) wird eine bestimmte Mindestmenge an Wasser in den Topf gegeben und der Deckel gasdicht verschlossen. Beim Erhitzen verdampft ein Teil des Wassers und der Druck im Topf steigt.
Für die optimale Energieeinsparung wird nach dem Erreichen des erwünschten Dampfdrucks (sichtbar am Messstab) auf die niedrigste Herdstufe zurückgestellt, die diesen Druck und damit die Temperatur erhält. Es entweicht dann nur noch wenig oder gar kein Dampf mehr durch das Ventil. Da ein unter Druck stehender Schnellkochtopf sehr viel Energie enthält, kann auch einige Zeit (ca. 15 Min) vor dem geplanten Kochende die Energiezufuhr abgestellt werden.
Vor dem Öffnen eines Drucktopfes muss zuerst der Druck abgebaut werden: entweder über das Ventil (Schnellentlüftung) oder durch Erkalten. Die Schnellentlüftung eignet sich nur für feste Speisen: flüssige würden verspritzen, Kartoffeln platzen.
Die ordnungsgemäße Funktion der Ventile, die beispielsweise durch Verschmutzung beeinträchtigt werden kann, muss sichergestellt sein. Bei zu hohem Druck kann Dampf an der Dichtung entweichen oder das schlagartige Verdampfen des Wassers beim Öffnen unter Druck zu Verbrühungen führen. Nur bei mangelnder Wartung kann es im schlimmsten Fall zu einem Bersten des Kessels („Kesselzerknall“) kommen. Ein solcher kann selbst bei verhältnismäßig geringem Überdruck eines Dampfkochtopfes schwere Verletzungen oder Verbrühungen verursachen.
Die Druckanzeige besitzt meist zwei Stufen. Die zweite (höhere) Stufe ist die normale, mit der die Zubereitungszeiten um etwa 50–70 % gesenkt werden (bei oben genannten höheren Druck- und Temperaturwerten). Für empfindliche Lebensmittel ist die erste Stufe geeignet, bei der der Garvorgang etwas länger dauert, aber immer noch weniger lang als in einem üblichen Topf. Blumenkohlröschen auf ‚normal‘ (3–3,5 Min) sind kaum à point zu bekommen; auf Stufe eins ist der richtige Garzeitpunkt einfacher erreichbar.